# Symphyta
I Symphyta sono uno dei due sottordini degli Hymenoptera (Insecta). 

## Descrizione
Sono imenotteri di dimensioni medie, raramente piccole o grandi. L'apparato boccale è di tipo masticatore, ali con venulazione di tipo normale, torace che si continua direttamente con l'addome, senza strozzatura. Femmine con ovopositore a valve generalmente larghe; quelle del primo paio di solito denticolate (da qui il nome popolare di "imenotteri dalla sega"); quelle del secondo paio di solito carenate.

Larve polipode, di rado apode, ma a volte profondamente modificate in funzione di particolari regimi di vita, fitofaghe o, molto di rado, zoofaghe. Le larve polipode si distinguono da quelle dei lepidotteri perché possiedono pseudozampe già a partire dal secondo urite, mentre nel primo e nel secondo urite delle larve dei lepidotteri non sono mai presenti pseudozampe. 

## Biologia
Non poche di esse hanno abitudini e tendenze gregarie. In generale, per compiere la loro metamorfosi si tessono un bozzolo. Gli adulti sono in grande maggioranza diurni e si nutrono di nettare, ma, in qualche raro caso, si nutrono di prede vive, in particolare stadi larvali di ditteri e di altri imenotteri.

La loro esistenza è di solito breve; dopo l'accoppiamento le femmine si recano sulle piante, scavano un'apertura col loro ovopositore e vi depongono in media 100 uova, ma talvolta, come nei Siricidi, anche 1000.
Il volume di queste uova, in molti casi, può notevolmente aumentare per l'assorbimento di liquidi dall'ambiente esterno.

Nei Sinfiti è abbastanza comune la partenogenesi o arrenotoca o telitoca. 

## Tassonomia
Il sottordine comprende 9 superfamiglie e 21 famiglie:
- Superfamiglia Anaxyeloidea Martynov, 1925
  - Anaxyelidae Martynov, 1925

- Superfamiglia Cephoidea Newman, 1834
  - Cephidae Newman, 1834
  - † Sepulcidae Rasnitsyn, 1968

- † Superfamiglia Karatavitoidea Rasnitsyn, 1963
  - † Karatavitidae Rasnitsyn, 1963

- Superfamiglia Orussoidea Newman, 1834
  - Orussidae Newman, 1834
  - † Paroryssidae Martynov, 1925

- Superfamiglia Pamphilioidea Cameron, 1890
  - Megalodontesidae Konow, 1897
  - Pamphiliidae Cameron, 1890
  - † Xyelydidae Rasnitsyn, 1986

- Superfamiglia Siricoidea Billberg, 1820
  - † Daohugoidae Rasnitsyn & Zhang, 2004
  - † Praesiricidae Rasnitsyn, 1968
  - † Protosiricidae Rasnitsyn & Zhang, 2004
  - † Pseudosiricidae Handlirsch, 1908
  - † Sinosiricidae Hong, 1975
  - Siricidae Billberg, 1820

- Superfamiglia Tenthredinoidea Latreille, 1803
  - Argidae Konow, 1890
  - Blasticotomidae Thomson, 1871
  - Cimbicidae Kirby, 1837
  - Diprionidae Rohwer, 1910
  - † Electrotomidae Rasnitsyn, 1977
  - Pergidae Rohwer, 1911
  - Tenthredinidae Latreille, 1803
  - † Xyelotomidae Rasnitsyn, 1968

- Superfamiglia Xiphydrioidea Leach, 1819
  - Xiphydriidae Leach, 1819

- Superfamiglia Xyeloidea Newman, 1834

  - Xyelidae Newman, 1834